# OR4S1
OR4S1 (англ. Olfactory receptor family 4 subfamily S member 1) – білок, який кодується однойменним геном, розташованим у людей на короткому плечі 11-ї хромосоми. Довжина поліпептидного ланцюга білка становить 309 амінокислот, а молекулярна маса — 34 800.
| 10         |  | 20         |  | 30         |  | 40         |  | 50         |
| ---------- |  | ---------- |  | ---------- |  | ---------- |  | ---------- |
| MGAKNNVTEF |  | VLFGLFESRE |  | MQHTCFVVFF |  | LFHVLTVLGN |  | LLVIITINAR |
| KTLKSPMYFF |  | LSQLSFADIC |  | YPSTTIPKMI |  | ADTFVEHKII |  | SFNGCMTQLF |
| SAHFFGGTEI |  | FLLTAMAYDR |  | YVAICRPLHY |  | TAIMDCRKCG |  | LLAGASWLAG |
| FLHSILQTLL |  | TVQLPFCGPN |  | EIDNFFCDVH |  | PLLKLACADT |  | YMVGLIVVAN |
| SGMISLASFF |  | ILIISYVIIL |  | LNLRSQSSED |  | RRKAVSTCGS |  | HVITVLLVLM |
| PPMFMYIRPS |  | TTLAADKLII |  | LFNIVMPPLL |  | NPLIYTLRNN |  | DVKNAMRKLF |
| RVKRSLGEK  |  |            |  |            |  |            |  |            |

A: Аланін

C: Цистеїн

D: Аспарагінова кислота

E: Глутамінова кислота

F: Фенілаланін

G: Гліцин

H: Гістидин

I: Ізолейцин

K: Лізин

L: Лейцин

M: Метіонін

N: Аспарагін

P: Пролін

Q: Глутамін

R: Аргінін

S: Серин

T: Треонін

V: Валін

W: Триптофан

Кодований геном білок за функціями належить до рецепторів, g-білокспряжених рецепторів, білків внутрішньоклітинного сигналінгу. 
Локалізований у клітинній мембрані, мембрані.